# Cirolana crenulitelson
Cirolana crenulitelson är en kräftdjursart som beskrevs av Brian Frederick Kensley och Marilyn Schotte 1987. Cirolana crenulitelson ingår i släktet Cirolana och familjen Cirolanidae. Inga underarter finns listade i Catalogue of Life.